# Eric Berry
Pour les articles homonymes, voir Berry (homonymie).
College Football Hall of Fame 2023
(en) Statistiques sur pro-football-reference
Eric Berry, né le 29 décembre 1988 à Fairburn, est un sportif professionnel américain de football américain ayant joué pendant huit saisons (2010-2018) au poste de safety dans la National Football League (NFL) pour la franchise des Chiefs de Kansas City.
Considéré comme l'un des meilleurs joueurs universitaires de sa génération, il est sélectionné en cinquième position de la draft 2010 de la NFL par les Chiefs.
Berry est diagnostiqué d'un lymphome de Hodgkin en 2014, et revient plus fort encore la saison suivante. Il effectue un retour remarqué qui lui faut la récompense du comeback de l'année. Eric Berry est sélectionné dans la meilleure équipe de la ligue en 2013, 2015 et 2016.

## Biographie
Étudiant à l'université du Tennessee, il a joué pour les Volunteers du Tennessee. Lors de la saison 2008, il intercepte sept fois ses adversaires, menant la nation dans ce secteur. Il réalise 72 plaquages et 3 sacks. En 2009, il remporte notamment le Jim Thorpe Award. À la fin de l'année, il abandonne sa dernière saison universitaire et se présente à la draft 2010 de la NFL.
Invité au NFL Scouting Combine, Eric Berry réalise un temps remarqué de 4,47 secondes au sprint de 40 yards. Considéré comme l'un des safety les plus prometteurs depuis Sean Taylor, il est sélectionné en 2010 à la 5e place par les Chiefs de Kansas City. Il signe un contrat record de six ans et 60 millions de dollars avec les Chiefs.
Le 11 septembre 2011, lors du match d'ouverture de la saison 2011, Eric Berry se blesse au ligament intérieur du genou gauche. Opéré le 29 septembre 2011, Berry doit manquer le reste de la saison. La saison des Chiefs est difficile, la défense étant amputée de son meilleur joueur.
En 2014, il est diagnostiqué avec un lymphome de Hodgkin qu'il surmonte. Il remporte le trophée du « Comeback Player of the Year » à son retour en compétition, en 2015.
Le 28 février 2017, Berry signe un nouveau contrat de six ans pour un total de 78 millions de dollars avec les Chiefs de Kansas City, dont 40 millions de dollars garantis, faisant de lui le safety le mieux payé de la ligue.
Il a participé à cinq Pro Bowls (2010, 2012, 2013, 2015 et 2016).

## Statistiques
| Année | Équipe | MJ |       | Plaquages | Plaquages | Plaquages | Plaquages |       | Interceptions | Interceptions | Interceptions | Interceptions |  | Fumbles | Fumbles |
| Année | Équipe | MJ | Total | Seul      | Ast.      | Sacks     | Nb.       | Yards | Déf.          | TD            | Nb.           | Rec.          |  |         |         |
| 2010  | Chiefs | 16 | 87    | 72        | 15        | 2         | 4         | 102   | 9             | 1             | 1             | 0             |  |         |         |
| 2011  | Chiefs | 1  | 0     | 0         | 0         | 0         | 0         | 0     | 0             | 0             | 0             | 0             |  |         |         |
| 2012  | Chiefs | 16 | 86    | 73        | 13        | 0         | 1         | 0     | 10            | 0             | 0             | 0             |  |         |         |
| 2013  | Chiefs | 15 | 82    | 73        | 9         | 0         | 3         | 134   | 11            | 2             | 2             | 2             |  |         |         |
| 2014  | Chiefs | 6  | 37    | 32        | 5         | 3,5       | 0         | 0     | 2             | 0             | 0             | 0             |  |         |         |
| 2015  | Chiefs | 16 | 61    | 55        | 6         | 0         | 2         | 40    | 10            | 0             | 0             | 0             |  |         |         |
| 2016  | Chiefs | 16 | 77    | 62        | 15        | 0         | 4         | 98    | 9             | 2             | 1             | 0             |  |         |         |
| 2017  | Chiefs | 1  | 7     | 4         | 3         | 0         | 0         | 0     | 0             | 0             | 0             | 0             |  |         |         |
| 2018  | Chiefs | 2  | 11    | 8         | 3         | 0         | 0         | 0     | 0             | 0             | 0             | 0             |  |         |         |